# Gatmålla
Gatmålla (Chenopodium murale) är en växtart i familjen amarantväxter.